# 寺沟镇
寺沟镇是中国陕西省铜川市耀州区下辖的一个镇。

## 行政区划
寺沟镇下辖以下行政区：
寺沟村、阿姑社村、阴河村、崔仙村、杨家庄村、白家庄村、张郝村、南村、水峪村、郝家堡村、吕坡村、白莲村、穆家塬村、苏家店村